# História da masturbação

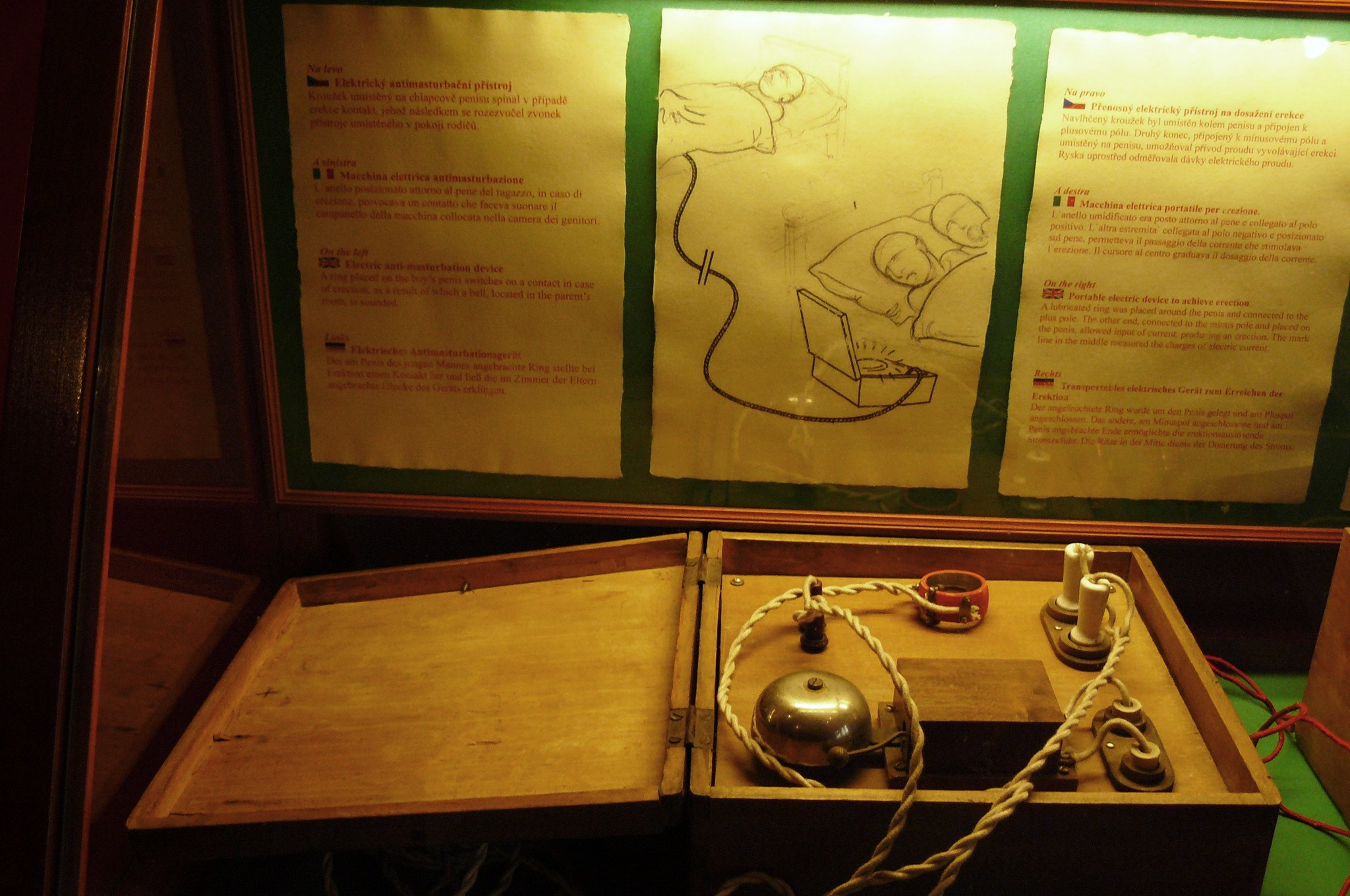
Máquina antimasturbação em Praga (Museu das Máquinas Sexuais)

A história da masturbação descreve as amplas mudanças na sociedade referentes à ética, às atitudes sociais, ao estudo científico e à representação artística da Masturbação ao longo da história da sexualidade.
A estimulação sexual do próprio gênero tem sido interpretada de diversas maneiras por diferentes Visões religiosas sobre a masturbação e tem sido objeto de legislação, controvérsia social, ativismo, bem como de estudo intelectual em Sexologia. As concepções sociais acerca do tabu da masturbação variaram enormemente entre as culturas e ao longo da história.

## História antiga
Há representações da masturbação masculina e feminina em Pinturas rupestres pré-históricas ao redor do mundo. A maioria dos povos primitivos parece ter associado a sexualidade humana à abundância da natureza. Uma figurinha de barro do IV milênio a.C., de um sítio de templo na ilha de Malta, retrata uma mulher se masturbando. Contudo, no mundo antigo, as representações da masturbação masculina são muito mais comuns.
Desde os registros mais remotos, os antigos Sumériarios possuíam uma atitude bastante relaxada em relação ao sexo. Os sumérios acreditavam amplamente que a masturbação aumentava a potência sexual, tanto de homens quanto de mulheres, e frequentemente a praticavam, tanto sozinhos quanto com seus parceiros. Os homens costumavam utilizar óleo puru, um óleo especial provavelmente misturado com minério de ferro pulverizado, destinado a aumentar a fricção. A masturbação também era vista como um ato criativo e, na Mitologia suméria, acreditava-se que o deus Enki teria criado os rios Rio Tigre e Rio Eufrates ao se masturbar e ejacular em seus leitos.
A masturbação masculina adquiriu especial importância no Egito Antigo: quando realizada por um deus, podia ser considerada um ato criativo ou mágico – acreditava-se que o deus Atum criou o universo ao se masturbar até atingir a ejaculação.
Diferentemente dos sumérios e dos antigos egípcios, os Gregos antigos consideravam a masturbação algo incivilizado, adequado apenas para escravos, bárbaros e mulheres. O colunista do Haaretz, Terry Madenholm, explica:
Há uma dica na terminologia que indica por que a prática era considerada indecente. O verbo mais comumente usado para masturbação é “amolecer” (dephesthai), enquanto, para a maioria dos gregos, a sexualidade masculina estava essencialmente ligada às dinâmicas de poder. Na cama, tudo se resumia à distinção entre ativo e passivo. Brincar consigo mesmo era visto como um ato de passividade, adequado apenas para os homens de baixa estatura social e para os demais miseráveis desprovidos de enkratia (autocontrole). Um membro respeitado da sociedade, isto é, um “homem de verdade”, somente podia desempenhar o papel ativo na cama, o de “penetrador”; assim, masturbar-se (ou praticar fellatio ou cunnilingus) era encarado como um ato de autoemasculação.

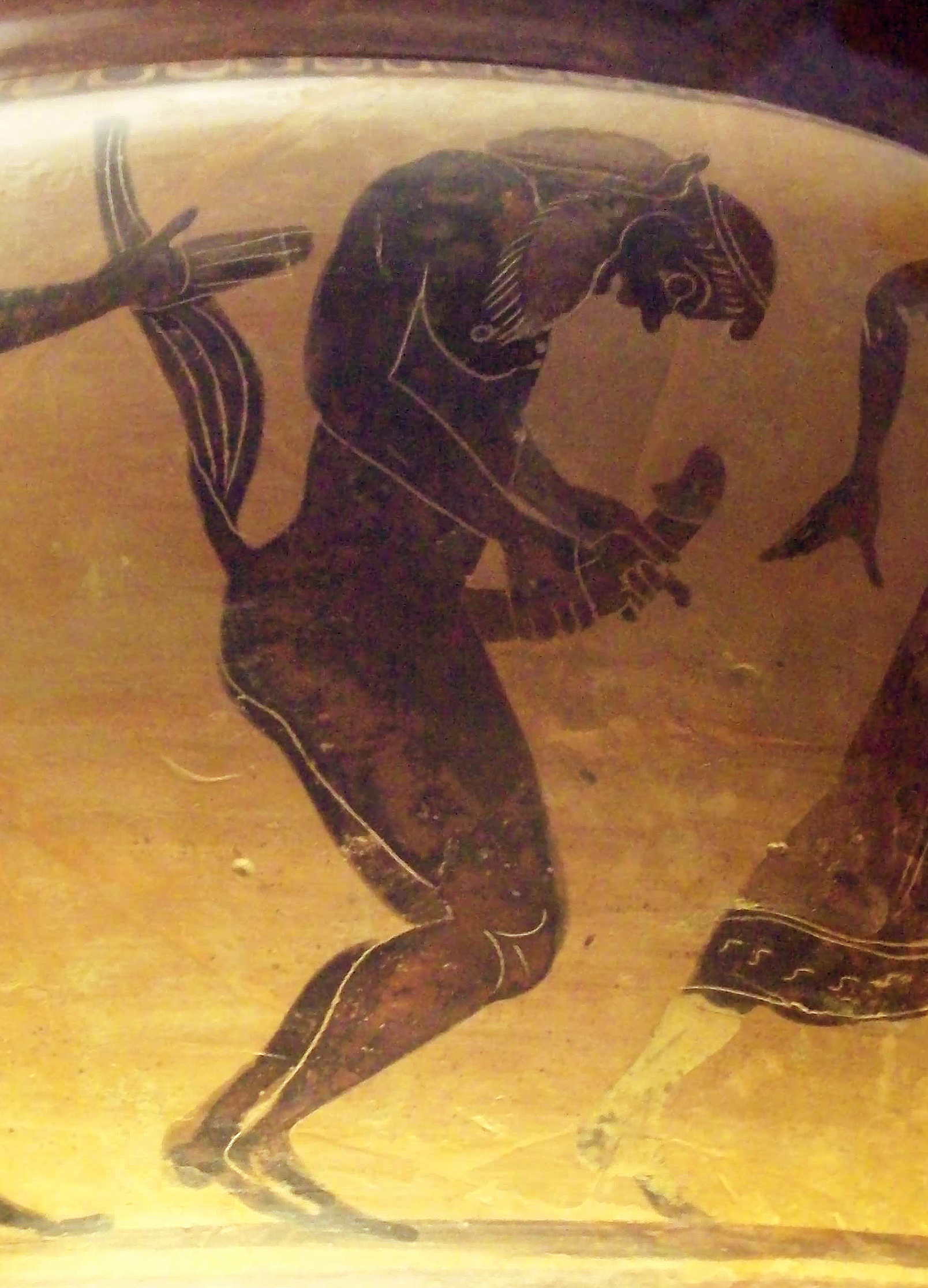
Detalhe de uma Cratera, datada de c. 560-550 a.C., mostrando um Sátiro se masturbando, cena comum em muitas pinturas de cerâmicas gregas

A maior parte das informações sobre a masturbação na Grécia antiga provém das obras sobreviventes da Comédia grega antiga e da cerâmica. A masturbação é frequentemente referenciada nas comédias sobreviventes de Aristófanes, fontes essenciais para compreender as visões gregas antigas acerca do tema. Em muitas peças, os Sátiros são representados se masturbando.
De acordo com Vidas e opiniões dos filósofos eminentes, do biógrafo do século III d.C., Diógenes de Sinope, o filósofo cínico do século IV a.C. Diógenes de Sinope frequentemente se masturbava em público, fato considerado escandaloso. Quando confrontado a respeito disso, ele dizia: "Se ao menos fosse tão fácil banir a fome esfregando a barriga." Diógenes, em tom jocoso, creditava ao deus Hermes a invenção: alegava ter compadecido de seu filho Pan, que sofria por estar apaixonado por Eco sem conseguir conquistá-la, ensinando-lhe o truque da masturbação para aliviar seu sofrimento. Por sua vez, Pan ensinou o hábito a jovens pastores.
A masturbação aparece com pouca frequência nas fontes sobre a Sexualidade na Roma Antiga. O poeta Marcial a considerava uma forma inferior de alívio sexual, reservada aos escravos. Aulo Gélio, escritor latino do segundo século d.C., afirma que o fragmento de Empédocles "O wretches, utter wretches, from beans withhold your hands" refere-se simbolicamente aos testículos, numa tentativa de manter os homens afastados "do excesso em libídio". Embora raramente mencionada, a masturbação foi um tema recorrente na sátira latina, aparecendo em um dos poucos fragmentos sobreviventes de Lucílio, o pioneiro da sátira em Roma. Os romanos preferiam usar a mão esquerda para a masturbação.

## Culturas sem masturbação
Na Bacia do Congo, os Aka e os Ngandu – grupos étnicos – não dispõem de uma palavra para designar a masturbação em suas línguas e demonstram estranhamento quanto ao conceito.

## Preocupações com a saúde

### Insanidade
Vários artigos médicos foram publicados tratando da insanidade decorrente da masturbação, sendo esta utilizada inclusive como motivo de internação hospitalar. Um médico chamado J W Robertson tentou, em 1898, descrever as diferenças entre os diversos tipos de masturbação ao se dirigir à Sociedade Médica do Estado da Califórnia.

### Folheto do século XVIII
O primeiro uso consistente da palavra “onanismo” para designar especificamente a masturbação encontra-se num folheto distribuído inicialmente em Londres, em 1716, intitulado "Onania, or the Heinous Sin of self-Pollution, And All Its Frightful Consequences, In Both Sexes, Considered: With Spiritual and Physical Advice To Those Who Have Already Injured Themselves By This Abominable Practice." Este folheto baseava-se em temas familiares de pecado e vício, atacando em particular o “pecado hediondo” da “autopolução” e advertindo severamente que aqueles que se entregassem a essa prática sofreriam:

Distúrbios do estômago e da digestão, perda de apetite ou fome voraz, vômitos, náuseas, enfraquecimento dos órgãos respiratórios, tosse, rouquidão, paralisia, enfraquecimento do órgão da geração até o ponto da impotência, falta de libido, dores nas costas, distúrbios dos olhos e dos ouvidos, diminuição total das forças corporais, palidez, magreza, espinhas no rosto, declínio das capacidades intelectuais, perda de memória, crises de raiva, loucura, idiotia, epilepsia, febre e, finalmente, suicídio.

O folheto trazia cartas e testemunhos supostamente de jovens doentes e moribundos em decorrência dos efeitos da masturbação compulsiva. Em seguida, recomendava como remédio eficaz uma “Tintura Fortificante” a 10 xelins o frasco e um “Pó Fecundo” a 12 xelins o saco, disponíveis numa loja local. "Onania" foi um enorme sucesso, com mais de 60 edições publicadas e traduções para diversas línguas.

### Robert James
Entre 1743 e 1745, o médico britânico Robert James publicou A Medicinal Dictionary, no qual descrevia a masturbação como "produtora dos mais deploráveis e, na maioria das vezes, incuráveis desordens" e afirmava que "talvez não exista pecado que produza tantas consequências hediondas".

### Tissot

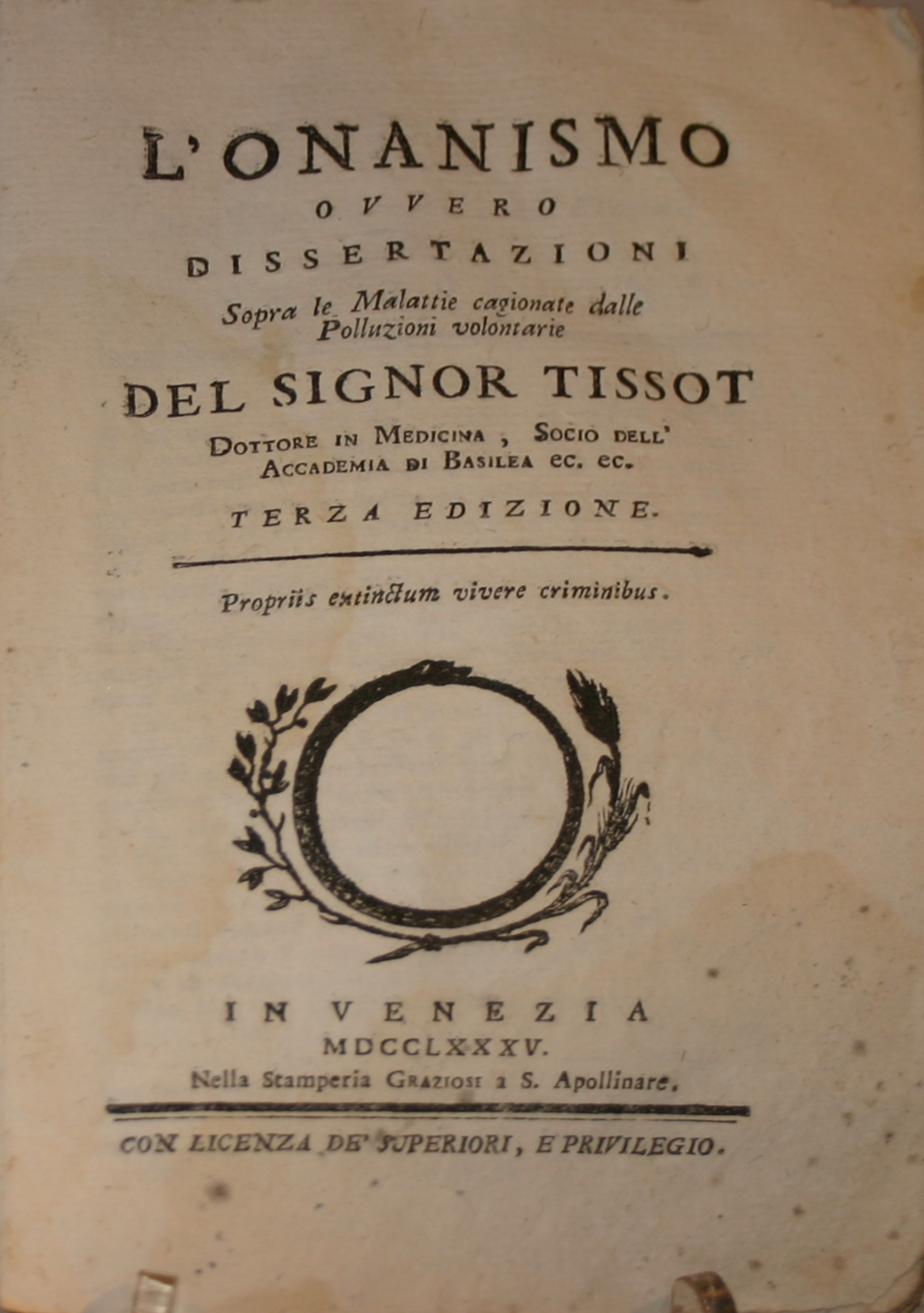
Edição italiana de 1785 do livro do suíço Samuel-Auguste Tissot: Tratado sobre as Doenças Produzidas pelo Onanismo

Um dos muitos que se horrorizaram com as descrições das enfermidades em Onania foi o renomado médico suíço Samuel-Auguste Tissot. Em 1760, ele publicou L'Onanisme, seu próprio tratado médico abrangente acerca dos supostos efeitos nocivos da masturbação. Baseando-se em estudos de caso de jovens masturbadores dentre seus pacientes em Lausanne e na Suíça, Tissot argumentava que o sêmen era um “óleo essencial” e um “estímulo” cuja perda em grandes quantidades provocaria “uma redução perceptível da força, da memória e até mesmo da razão; visão turva, todos os distúrbios nervosos, todos os tipos de gota e reumatismo, enfraquecimento dos órgãos da geração, presença de sangue na urina, distúrbios do apetite, dores de cabeça e inúmeros outros males.”
Em um código legal do século XVII para a colônia Puritano de New Haven, Connecticut, blasfemos, homossexuais e masturbadores eram passíveis da Pena de morte.
Embora as ideias de Tissot sejam hoje consideradas conjeturais na melhor das hipóteses, seu tratado foi apresentado como uma obra científica e erudita numa época em que a fisiologia experimental era praticamente inexistente. A autoridade com que o trabalho passou a ser tratado – com os argumentos de Tissot sendo inclusive reconhecidos e ecoados por Immanuel Kant e Voltaire – transformou, por certo, a percepção da masturbação na medicina ocidental, nas duas centenas de anos seguintes, na de uma doença debilitante.

### Rush
Em 1812, Benjamin Rush incluiu "Do Estado Mórbido do Apetite Sexual" como capítulo 18 de sua obra sobre doenças mentais. Nele, Rush cita o excesso alimentar, a intemperança na bebida e o ócio como fatores causadores do onanismo. Mais adiante (página 33), afirma que existe uma “sequência de males físicos e morais que esse vício solitário impõe sobre o corpo e a mente.” Em seu encargo aos enfermos mentais, ele relata três casos de indivíduos levados à mania pelo onanismo (página 48). Ao abordar o “idiotismo congênito” (página 292), observa que “o apetite venéreo existe neles com grande força, e eles o satisfazem após a puberdade por meio do onanismo.”
Em 1838, Jean Esquirol declarou em seu Des Maladies Mentales que a masturbação era “reconhecida em todos os países como causa de insanidade.”

### White
No livro de 1870 A Solemn Appeal Relative to Solitary Vice, and the Abuses and Excesses of the Marriage Relation, editado por James Springer White e escrito por Ellen G. White, consta:

Se a prática [da autoindulgência] for mantida a partir dos quinze anos de idade, a natureza protestará contra o abuso que sofreu e continua a sofrer, fazendo com que se pague a penalidade pela transgressão de suas leis, especialmente entre os trinta e quarenta e cinco anos, por meio de inúmeras dores no organismo e de várias doenças, como afecção do fígado e dos pulmões, neuralgia, reumatismo, afecção da coluna, rins doentes e humores cancerígenos. Parte da delicada maquinaria da natureza entra em colapso, impondo um fardo maior aos remanescentes, perturbando a harmonia natural, e frequentemente ocorre uma súbita falência da constituição; e a morte é o resultado.

As mulheres possuem menos força vital que o sexo masculino e são grandemente privadas do ar revigorante, devido à vida interna que levam. Os efeitos do autoabuso nelas manifestam-se em diversas doenças, como catarrh, dropsy, dores de cabeça, perda de memória e de visão, grande fraqueza nas costas e lombos, afecções na coluna e, frequentemente, deterioração interna da cabeça. Humores cancerígenos, que permaneceriam dormentes ao longo da vida, são inflamados e iniciam seu trabalho destrutivo. A mente frequentemente fica irremediavelmente danificada, culminando na insanidade.

### Kellogg
O médico John Harvey Kellogg (26 de fevereiro de 1852 – 14 de dezembro de 1943) foi um zeloso ativista contra a masturbação. Kellogg pôde se valer de inúmeras fontes médicas que afirmavam que “nem a peste, nem a guerra, nem a varíola, nem doenças similares produziram resultados tão desastrosos para a humanidade quanto o pernicioso hábito do onanismo”, atribuída a um certo Dr. Adam Clarke. Em suas próprias palavras, Kellogg advertia fortemente contra o hábito, afirmando que mortes associadas à masturbação significavam que “o próprio indivíduo morria por suas próprias mãos”, entre outras condenações. O médico acreditava que o vício solitário ocasionava câncer de útero, doenças urinárias, emissões noturnas, impotência, epilepsia, insanidade, debilidade mental e física – “visão embaçada” era apenas mencionada de passagem.
No livro Plain Facts for Old and Young, Kellogg alerta sobre os males do sexo. Das 644 páginas, 97 tratam do “Vício Secreto (Vício Solitário ou Autoabuso)”, abordando seus sintomas e consequências. Estão listados, inclusive, 39 sinais que indicam que alguém está se masturbando.
Para “curar” as crianças desse vício, ele recomendava amarrar ou bandear as mãos, cobrir os genitais com gaiolas patenteadas, costurar o prepúcio, aplicar choque elétrico e realizar circuncisão sem anestesia – medidas que, segundo ele, interrompiam o hábito. Para preveni-lo, aconselhava que os pais ensinassem primeiramente os pequenos a evitar o manuseio dos genitais e, conforme amadurecessem, os alertassem “sobre as consequências maléficas”. Também advertia contra “más associações”, empregados e enfermeiros “perniciosos ou ignorantes” que, supostamente, estimulavam a masturbação infantil.

### Freud
Sigmund Freud descreveu a “doença da masturbação”: “Ele estava sofrendo dos efeitos da masturbação.”

### bin Baz
Na década de 1990, Abd al-Aziz bin Baz, o Grande Mufti da Arábia Saudita, argumentou que a masturbação ocasionava desordens no sistema digestivo, inflamação dos testículos, danos à coluna, “tremores e instabilidade em algumas partes do corpo, como os pés”, enfraquecimento das “glândulas cerebrais” – levando à diminuição do intelecto e até mesmo a “transtornos mentais e insanidade”.

## Preocupações morais
Immanuel Kant considerava a masturbação uma violação da lei moral. Em Metafísica dos Costumes (1797) apresentou o argumento a posteriori de que “tal uso antinatural dos atributos sexuais” afeta “todos que o contemplam”, configurando “uma violação do dever para consigo mesmo”, sugerindo inclusive que era imoral sequer designá-la por seu nome apropriado (diferentemente do caso do igualmente indevido ato do suicídio). Kant reconheceu, contudo, que “não é tão fácil produzir uma demonstração racional da inadmissibilidade desse uso antinatural”, concluindo, por fim, que sua imoralidade residia no fato de que “um homem abdica de sua personalidade... quando se utiliza meramente como meio para a satisfação de um impulso animal.”
O filósofo do século XVIII Jean-Jacques Rousseau via a masturbação como equivalente a um “estupro mental” e tratou do assunto tanto em Emílio quanto em Confissões. Argumentava que era a influência corruptora da sociedade que levava a atos tão antinaturais quanto a masturbação, sustentando que os seres humanos que vivessem de forma simples em meio à natureza jamais se entregariam a tais práticas.
Esse posicionamento perdurou até a Era Vitoriana, na qual a censura médica acerca da masturbação estava alinhada ao amplo conservadorismo social e à oposição ao comportamento sexual ostensivo da época.
Em 1879, Mark Twain proferiu um discurso intitulado Some Thoughts on the Science of Onanism, que concluiu com as seguintes palavras:

De todos os diversos tipos de relações sexuais, este tem o mínimo a recomendar. Como divertimento, é demasiado efêmero; como ocupação, é muito desgastante; como exibição pública, não há lucro. Não é adequado para a sala de estar, e, na sociedade mais culta, há muito foi banido do convívio social…
Portanto, concluo: Se for para arriscar sua vida sexualmente, não se entregue demasiadamente à Mão Solitária.
Quando sentir uma revolução em seu sistema, desça sua Coluna Vendome por outro meio — não a empurre para baixo.

Twain, Mark (1879). Some Thoughts on the Science of Onanism (Discurso). Stomach Club. Paris, França
Foram sugeridas medidas como a confecção de calças para meninos de modo que os genitais não pudessem ser tocados pelos bolsos, o assento de escolares em carteiras especiais para evitar o cruzamento das pernas em sala de aula e a proibição de meninas de montarem a cavalo ou andarem de bicicleta, pois as sensações provocadas por essas atividades eram consideradas muito semelhantes à masturbação. Meninos e jovens que persistissem na prática eram rotulados de “fracos de mente”. Diversos “remédios” foram propostos, inclusive a adoção de uma dieta sem carne e de sabor insípido. Essa abordagem foi promovida pelo John Harvey Kellogg e por Sylvester Graham, ambos críticos ferrenhos da prática.

## Como tabu
Em 1905, Sigmund Freud abordou a masturbação em seus Três Ensaios sobre a Teoria da Sexualidade e a associou a substâncias viciantes, descrevendo a prática em bebês durante a amamentação, aos quatro anos de idade e na puberdade.
Em 1910, as reuniões do Círculo psicanalítico de Viena debateram os efeitos morais e de saúde da masturbação, embora sua publicação tenha sido suprimida.
As atitudes médicas relativas à masturbação começaram a mudar no início do século XX, quando H. Havelock Ellis – em sua obra seminal de 1897, Studies in the Psychology of Sex – questionou os pressupostos de Tissot, referenciando com entusiasmo homens famosos da época que se masturbavam e, posteriormente, refutou (com o auxílio de médicos mais recentes) cada uma das doenças que, supostamente, seriam causadas pela prática. “Chegamos à conclusão”, escreveu, “de que, no caso da masturbação moderada em indivíduos saudáveis e bem-nascidos, não se seguem necessariamente resultados perniciosos.”
Robert Baden-Powell, fundador da Associação Escoteira, incluiu um trecho na edição de 1914 de Escotismo para Meninos advertindo acerca dos perigos da masturbação, afirmando que o indivíduo deveria afastar a tentação praticando atividade física, de modo que se cansasse e não conseguisse se masturbar. Contudo, por volta de 1930, o Dr. F. W. W. Griffin, editor de O Escotista, escreveu num livro destinado aos Escoteiros Rover que a tentação de se masturbar era “uma etapa bastante natural do desenvolvimento” e, citando Ellis, sustentava que “o esforço para alcançar a abstenção total era um erro muito grave.”
"Sobre Formas Específicas de Masturbação" é um ensaio de 1922 do psiquiatra e psicanalista austríaco Wilhelm Reich. Em seu ensaio de sete páginas e meia, Reich aceita as concepções predominantes acerca dos papéis da fantasia inconsciente e dos sentimentos de culpa emergentes, os quais ele percebia originarem-se do próprio ato.
A masturbação feminina foi o foco do Sex Drive de Stephanie Theobald, publicado primeiramente na Grã-Bretanha, em 2018, e posteriormente nos Estados Unidos, em 2024. Theobald percorreu os Estados Unidos investigando a sexualidade feminina por meio de entrevistas com pioneiros da prática, como a Dra. Joycelin Elders, a primeira Cirurgião-Geral dos Estados Unidos negra durante o governo do presidente Bill Clinton e Betty Dodson, frequentemente denominada “madrinha da masturbação”.

## Revolução sexual
As obras do sexólogo Alfred Kinsey durante as décadas de 1940 e 1950 – notadamente os Relatórios Kinsey – enfatizaram que a masturbação era um comportamento instintivo tanto para homens quanto para mulheres, fundamentando-se em pesquisas de opinião realizadas pelo Gallup Poll que mostravam a sua ampla ocorrência nos Estados Unidos. Alguns críticos dessa perspectiva alegavam que sua pesquisa era tendenciosa e que o método da pesquisa Gallup era redundante para definir o “comportamento natural”.
Nos Estados Unidos, a masturbação deixou de ser considerada uma condição diagnosticável a partir do DSM II (1968). A Associação Médica Americana declarou consensualmente que a masturbação era uma prática normal em 1972.
Thomas Szasz afirma que a mudança no consenso científico definindo-a como “a principal atividade sexual da humanidade. No século XIX, era considerada uma doença; no século XX, passou a ser vista como uma cura.”
Na década de 1980, Michel Foucault argumentou que o tabu em torno da masturbação constituía “um estupro pelos pais da atividade sexual de seus filhos”:

Intervir nessa atividade pessoal e secreta, que é a masturbação, não é algo neutro por parte dos pais. Não se trata apenas de poder, autoridade ou ética; trata-se também de prazer.

Em 1994, quando a Cirurgiã-Geral dos Estados Unidos – Dra. Joycelin Elders – comentou, de passagem, que os currículo escolares deveriam incluir a informação de que a masturbação era segura e saudável, ela foi forçada a renunciar, segundo os opositores, por supostamente promover o ensino de “como se masturbar”.